# Minka Dott
Minka Dott (* 2. September 1945 in Amsterdam) ist eine deutsche Politikerin (Die Linke). Sie war von 1995 bis 2006 und wieder von 2009 bis 2011 Mitglied im Abgeordnetenhaus von Berlin.

## Biografie
Dott machte nach dem Abitur 1964 eine Ausbildung zur Krankenschwester. Im Jahr 1971 erreichte sie an der Medizinischen Fachschule der Charité in Berlin ihren Abschluss als staatlich anerkannte Physiotherapeutin. Danach war sie bis 1973 im Krankenhaus angestellt. Anschließend war sie bis 1982 zunächst Praxislehrerin und dann Dozentin an der Medizinischen Fachschule der Charité. Von 1973 bis 1978 belegte sie ein Fernstudium an der Karl-Marx-Universität Leipzig, das sie 1978 als Diplom-Lehrerin beendete. Ab 1983 war sie an der Humboldt-Universität zu Berlin im Bereich Ethik tätig. Von 1987 bis 1989 arbeitete Dott am Krankenhaus Köpenick. Von 1992 bis 2005 war sie als Physiotherapeutin angestellt und im Anschluss von 2006 bis 2009 Referentin der Linksfraktion im Abgeordnetenhaus von Berlin. 

## Politik
Dott war ab 1966 Mitglied der SED und wurde danach Mitglied der PDS und der Linken. Von 1997 bis 1999 war sie Mitglied im Landesvorstand der PDS Berlin. Von 1995 bis 2006 war sie Mitglied des Berliner Abgeordnetenhauses. Nachdem sie 2006 nicht wiedergewählt worden war, schied sie aus, zog aber am 3. März 2009 als Nachrückerin wieder ein.
| Personendaten    | Personendaten                         |
| ---------------- | ------------------------------------- |
| NAME             | Dott, Minka                           |
| KURZBESCHREIBUNG | deutsche Politikerin (Die Linke), MdA |
| GEBURTSDATUM     | 2. September 1945                     |
| GEBURTSORT       | Amsterdam                             |